# Niphona stramentosa
Niphona stramentosa là một loài bọ cánh cứng trong họ Cerambycidae.